# Jakub Girtler
Jakub Girtler (ur. 18 grudnia 1825 w Krakowie, zm. 28 marca 1887 tamże) – polski prawnik, profesor. Kierownik Katedry Historii Państwa i Prawa Niemieckiego Uniwersytetu Jagiellońskiego (1870–1887) oraz dziekan Wydziału Prawa UJ (1874/1875 i 1881/1882).

## Życiorys
Urodził się w zamożnej rodzinie mieszczańskiej i profesorskiej. Wcześnie osierocony (1833) wychowywał się w rodzinie krakowskiego aptekarza W. Likego. Ukończył krakowskie Gimnazjum św. Anny. W latach 1843–1848 studiował prawo na Uniwersytecie Jagiellońskim.
W 1848 wstąpił do Legionu Polskiego w Wiedniu. W 1849 został skazany na sześć miesięcy ciężkiego więzienia za udział w tzw. Spisku Goslera, m.in. wraz z Franciszkiem Ołajem. Po upadku rewolucji został wcielony w 1849 do armii austriackiej i w 1854 dosłużył się stopnia podporucznika artylerii. Stacjonując w Grazu uzyskał w 1859 na tamtejszym uniwersytecie doktorat w zakresie prawa – powszechnej historii państwa i prawa niemieckiego. Rok później został awansowany do stopnia porucznika i wziął udział w wojnie na froncie austriacko-włoskim. Po odbytym szkoleniu, uzyskał nominację w 1861 na audytora, jednak tej funkcji sędziowskiej nie przyjął i powrócił do służby czynnej.
W 1861 rozpoczął wieloletnie starania o uzyskanie jednej z katedr prawa na Uniwersytecie Jagiellońskim. W 1865 przedstawił w rękopisie rozprawę habilitacyjną O przeniesieniu własności wedle dawniejszego prawa niemieckiego, jednak Wydział Prawa UJ uznał ją za niewystarczającą. Po tym niepowodzeniu jeszcze w tym samym roku przeprowadził udaną habilitację na Uniwersytecie Wiedeńskim. Zatwierdzenie veniam legendi uzyskał w lutym 1866 i został wtedy przeniesiony z czynnej służby wojskowej do dyspozycji Ministerstwa Wojny w Wiedniu. W tym roku wrócił czasowo do służby czynnej i został mianowany dowódcą fortecy na adriatyckiej wyspie Lissa.
Przez krótki czas jako docent wykładał na Uniwersytecie Wiedeńskim. W 1870, po repolonizacji Uniwersytetu Jagiellońskiego, otrzymał nominację na profesora nadzwyczajnego historii prawa i prawa niemieckiego Uniwersytetu Jagiellońskiego. Zastąpił nieznającego języka polskiego i przechodzącego do pracy na Uniwersytecie Lwowskim prof. Edwarda Buhla. Od 1870 aż do swojej śmierci w 1887 piastował funkcję kierownika Katedry Historii Państwa i Prawa Niemieckiego UJ. W 1872 został profesorem zwyczajnym. Prowadził wykłady z zakresu historii państwa i prawa magdeburskiego. Wykładał także historię prawa prywatnego. Dwukrotnie, w latach akademickich 1874/1875 i 1881/1882, pełnił obowiązki dziekana Wydziału Prawa.

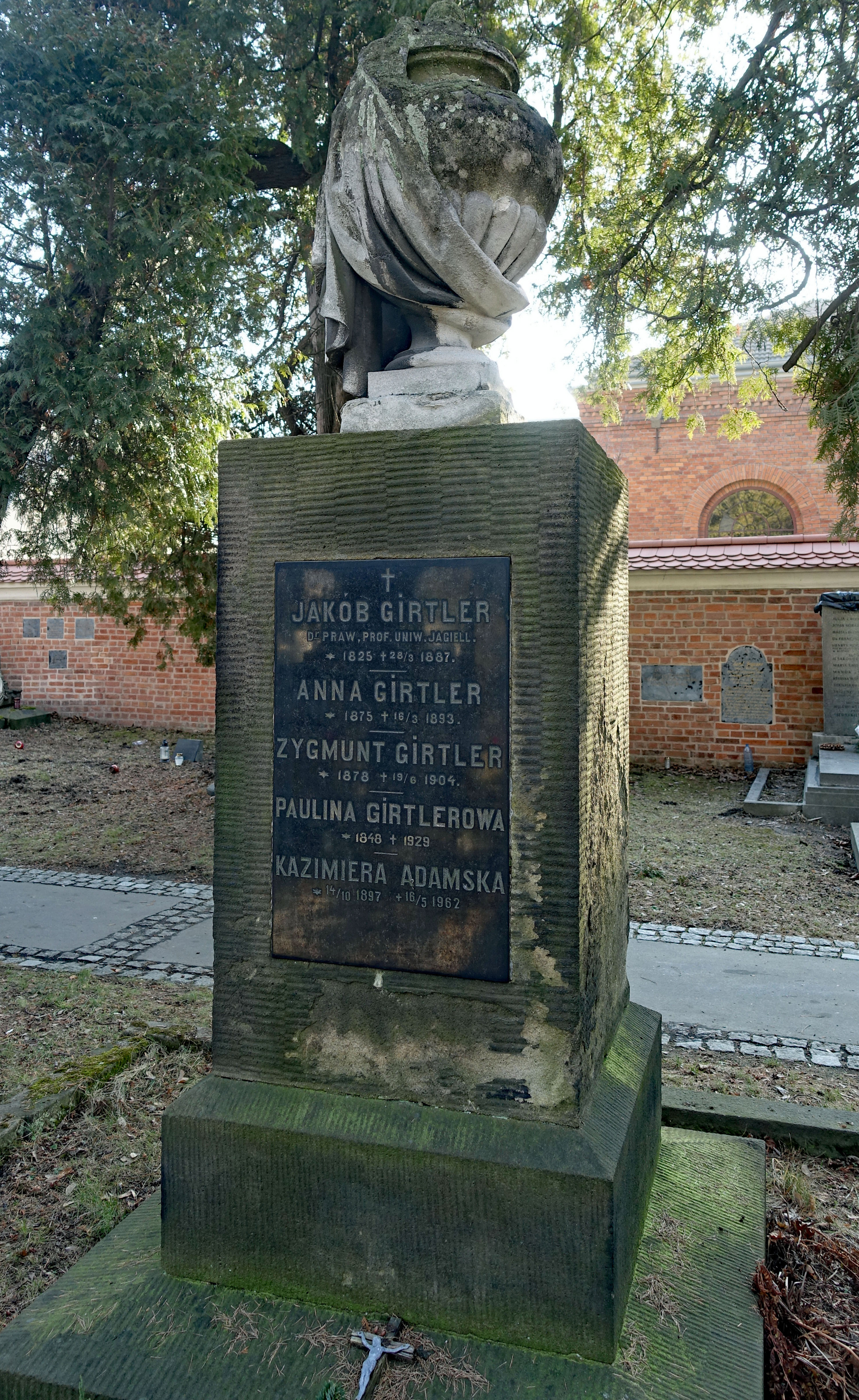
Nagrobek Jakuba Girtlera na cmentarzu Rakowickim w Krakowie, kwatera 19

Zmarł nagle 28 marca 1887 w Krakowie. Jego pogrzeb odbył się 31 marca bez udziału duchowieństwa katolickiego, ponieważ zmarły był znanym zwolennikiem ruchu starokatolickiego. Został pochowany w rodzinnym grobowcu na cmentarzu Rakowickim. Rektor Uniwersytetu, hrabia Stanisław Tarnowski nie wydał wtedy zgody na reprezentację uczelni z oficjalnymi insygniami akademickimi w czasie uroczystości pogrzebowych, co wywołało falę protestów i krytyki. Ostatecznie, 6 kwietnia 1887 roku, Senat UJ przyjął pod nieobecność rektora większościową uchwałę, że w przyszłości na każdym pogrzebie profesora ma być obecna asysta z berłem rektorskim i dziekańskim.

## Publikacje
W swojej działalności naukowej przejawiał także aktywność publicystyczną. Był autorem kilku rozpraw, w tym:
- Wspomnienia o prawie magdeburskim w Polsce[11],
- Pamiętnik Wydziału Prawa i Administracji w Uniwersytecie Jagiellońskim[12].

## Życie prywatne
Był synem Sebastiana Girtlera (1767–1833) – profesora medycyny i filozofa, rektora Uniwersytetu Jagiellońskiego i Franciszki z domu Fuchs. Jego starszym bratem był Kazimierz Girtler (1804–1887) – jeden z najwybitniejszych pamiętnikarzy XIX wieku. Był wnukiem Jana Ewangelisty (1729–1800) i Barbary Łucji z Mączeńskich (1742–1818). Z małżeństwa z Pauliną z domu Haupt miał czworo dzieci: Olgę (1871–1945, zamężną z Leonem Szwarcenbergiem-Czernym h. Nowina i zamieszkałą w majątku w Bączalu Dolnym), Franciszka, Annę (1875–1893) i Zygmunta (1878–1904).